# Tríade de Donabedian
Tríade de Donabedian ou Tríade da Qualidade é um modelo conceitual, apresentado pelo médico Avedis Donabedian, em 1966, com grande aplicação nos estudos de avaliação em saúde. O autor propõe três categorias de análise para a avaliação da qualidade do cuidado em serviços e sistemas de saúde: estrutura, processo e resultado. Cada categoria reúne elementos implicados na qualidade da assistência e reflete diferentes dimensões das organizações de saúde.
A "estrutura" está relacionada à caracterização do ambiente em que se dá a oferta de cuidado, incluindo fatores como insumos, equipamentos, orçamento, recursos humanos, qualificação profissional e modelo de organização do serviço. O "processo" diz respeito ao percurso dos usuários na busca e obtenção de atendimento, bem como aos procedimentos adotados pelos profissionais nas ações diagnósticas e terapêuticas. O "resultado" se refere ao impacto exercido sobre o estado de saúde das pessoas, além de outras dimensões, como a satisfação do usuário com o serviço. Segundo o autor, uma boa estrutura aumentaria a probabilidade de um bom processo, que, por sua vez, aumentaria a probabilidade de bons resultados, estabelecendo uma relação de interdependência entre as partes.